# Нгабо, Сандерс
Букуру Джек-Сандерс Нгабо (дат. Bukuru Jack-Sanders Ngabo; род. 4 июля 2004) — датский футболист, полузащитник клуба «Хорсенс».

## Клубная карьера
Нгабо — воспитанник клубов «Сундбю» и «Люнгбю». 25 июля 2021 года в матче против «Нюкёбинга» он дебютировал в Первой лиге Дании в составе последних. В августе того же года 17-летний Нгабо подписал трёхлетний контракт с «Люнгбю». 18 августа в поединке против «Фремад Амагера» он забил свой первый гол за «Люнгбю». По итогам сезона игрок помог клубу выйти в элиту. 25 июля 2022 года в матче против «Хорсенса» он дебютировал в датской Суперлиге.
16 ноября 2023 года было объявлено, что в январе 2024 года Нгабо перейдёт в американский клуб «Филадельфия Юнион», подписав двухлетний контракт с клубной опцией продления ещё на два года.
15 августа 2024 года Нгабо перешёл в клуб Первой лиги Дании «Хорсенс», подписав контракт до лета 2028 года.